# MNK Alumnus FutsalFER Sesvete
Malonogometni klub Alumnus (također i kao MNK Alumnus; Alumnus FutsalFER, Alumnus Sesvete, Alumnus Zagreb) je futsal (malonogometni) klub iz Sesveta, Grad Zagreb. 
 
U sezoni 2019./20. klub se natječe u "1. HMNL". 

## O klubu
Počeci kluba sežu u 2002. godina kada je na zagrebačkom Fakultetu elektrotehnike i računarstva pokrenuta futsal sekcija, koja je idućih godina osvojila prvenstvo Zagrebačkog sveučilišta, Hrvatsko sveučilišno prvenstvo, te sudjelovala na različitim međunarodnim sveučilišnim futsal turnirima. Momčad se natjecala i na raznim futsal i malonogometnim turnirima, kao "Kutija šibica", povremeno pod imenom "FutsalFER". Od 2004. do 2006. je futsal sekcija FER-a imala suradnju s klubom "Martinovka", koja je igrala 2. HMNL te su pojedini igrači s FER-a igrali u "Martinovki". Kasnije je došlo do prekida suradnje, pa su članovi futsal sekcije FER-a igrali u drugim zagrebačkim klubovima 1. i 2. HMNL. 
 
U proljeće 2008. godine je konačno osnovan klub "MNK FutsalFER", a za prvog predsjednika je izabran Milan Mantulaš. Klub je ubrzo registriran pri Gradskom poglavarstvu i Zagrebačkonm nogometnom savezu. U rujnu 2008. godine mijenja naziv u "MNK OVB Allfinanz" (ali zadržavajući službeno naziv "FutsalFER"), po sponzoru i počinje natjecanje u 2. HMNL - Sjever, koju osvaja u sezoni 2010./11. i ulazi u 1. HMNL. 
 
2012. godine dolazi do reorganizacije kluba, te mijenja ime u "Alumnus" (povremeno uz sponzorske dodatke), te postaje poznat po svojim igračima, koji su većinom visokoobrazovani, nastavljajući tako poveznicu sa Sveučilištem.
 
 
U sezoni 2013./14. klub je osvojio 1. HMNL, te potom igrao i u UEFA Futsal Cupu. 
 
Klub je uglavnom igrao u dvorani "Martinovka" u Zagrebu, te u drugim zagrebačkim dvoranama, ali u drugoj polovici 2010.-ih je sve više nastupao u novoj dvorani u sesvetskom naselju Novi Jelkovec, te klub 2018. godine seli sjedište u Sesvete. 
 
Pri klubu djeluju i omladinske selekcije, te ženska ekipa, koja je do 2019. godine dva puta bila prvak Hrvatske.

## Uspjesi
1. HMNL
- prvak: 2013./14.

2. HMNL - Sjever
- prvak: 2010./11.

Kup Hrvatske
- finalist: 2018./19.

## Plasmani po sezonama
| sezona        | rang          | liga             | poz.          | klubova u ligi | ut            | pob           | ner           | por           | gol+          | gol-          | bod           | doigravanje       | napomena         | izvori        |
| OVB Allfinanz | OVB Allfinanz | OVB Allfinanz    | OVB Allfinanz | OVB Allfinanz  | OVB Allfinanz | OVB Allfinanz | OVB Allfinanz | OVB Allfinanz | OVB Allfinanz | OVB Allfinanz | OVB Allfinanz | OVB Allfinanz     | OVB Allfinanz    | OVB Allfinanz |
| ------------- | ------------- | ---------------- | ------------- | -------------- | ------------- | ------------- | ------------- | ------------- | ------------- | ------------- | ------------- | ----------------- | ---------------- | ------------- |
| 2008./09.     | II.           | 2. HMNL - Sjever | 3.            | 12             | 22            | 13            | 2             | 7             | 109           | 57            | 41            |                   |                  | [ 4 ]         |
| 2009./10.     | II.           | 2. HMNL - Sjever | 3.            | 8 (9)          | 14            | 10            | 1             | 3             | 57            | 27            | 31            |                   |                  | [ 4 ]         |
| 2010./11.     | II.           | 2. HMNL - Sjever | 1.            | 10             | 18            | 15            | 1             | 2             | 115           | 42            | 46            |                   |                  | [ 4 ]         |
| 2011./12.     | I.            | 1. HMNL          | 9.            | 12             | 22            | 8             | 3             | 11            | 59            | 68            | 27            | nisu se plasirali |                  |               |
|               |               |                  |               |                |               |               |               |               |               |               |               |                   |                  |               |
| Alumnus       |               |                  |               |                |               |               |               |               |               |               |               |                   |                  |               |
| 2012./13.     | I.            | 1. HMNL          | 6.            | 12             | 22            | 11            | 2             | 9             | 77            | 62            | 35            | poluzavršnica     |                  |               |
| 2013./14.     | I.            | 1. HMNL          | 2.            | 11             | 20            | 11            | 4             | 5             | 51            | 45            | 37            | prvak             |                  |               |
| 2014./15.     | I.            | 1. HMNL          | 8.            | 12             | 22            | 7             | 3             | 12            | 74            | 71            | 24            | nisu se plasirali |                  |               |
| 2015./16.     | I.            | 1. HMNL          | 11.           | 12             | 22            | 5             | 2             | 15            | 53            | 83            | 17            | nisu se plasirali | kval. za 1. HMNL |               |
| 2016./17.     | I.            | 1. HMNL          | 10.           | 12             | 21            | 5             | 2             | 14            | 60            | 125           | 17            | nisu se plasirali |                  |               |
| 2017./18.     | I.            | 1. HMNL          | 10.           | 12             | 22            | 8             | 1             | 13            | 79            | 113           | 25            | nisu se plasirali |                  |               |
| 2018./19.     | I.            | 1. HMNL          | 9.            | 12             | 22            | 5             | 7             | 10            | 68            | 88            | 22            | nisu se plasirali |                  |               |
|               |               |                  |               |                |               |               |               |               |               |               |               |                   |                  |               |
|               |               |                  |               |                |               |               |               |               |               |               |               |                   |                  |               |

## Poznati igrači
- Matija Capar

## Unutarnje poveznice
- MNK Alumnus Sesvete (žene)
- Fakultet elektrotehnike i računarstva
- Akademski futsal klub Universitas

## Vanjske poveznice
- mnkalumnus.com - službene stranice  Arhivirana inačica izvorne stranice od 30. srpnja 2019. (Wayback Machine)
- mnkovb.hr - wayback arhiva
- MNK Alumnus, facebook stranica
- MNK OVB Allfinanz, facebook stranica
- crofutsal.com, MNK Alumnus
- rezultati.com, Alumnus
- uefa.com, Alumnus  (Futsal)
- sportilus.com, MALONOGOMETNI KLUB ALUMNUS FUTSALFER
- crofutsal.com, Milan Martulaš: “Klub kao institucija nam je na 1.mjestu!”, objavljeno 23. siječnja 2015.
- hrfutsal.net